# Maechidius hackeri
Maechidius hackeri är en skalbaggsart som beskrevs av Lea 1919. Maechidius hackeri ingår i släktet Maechidius och familjen Melolonthidae. Inga underarter finns listade i Catalogue of Life.